# SCM Zalău (piłka siatkowa)
SCM Zalău – rumuński zespół siatkarski z siedzibą w Zalău, założony w 2020 roku w ramach miejskiego klubu sportowego o tej samej nazwie.
W latach 2020–2022 tworzył wspólną drużynę z CSS CNE LAPI Dej, która występowała w najwyższej klasie rozgrywkowej – Divizii A1. W debiutanckim sezonie 2020/2021 zdobyła wicemistrzostwo Rumunii. W kolejnym sezonie zadebiutowała w europejskich pucharach, biorąc udział w Pucharze CEV.
We wrześniu 2022 roku SCM Zalău połączył się z ACS Volei Club Zalău 2015. Wraz z tą fuzją zakończono współpracę z CSS CNE LAPI Dej, a klub zaczął występować w rozgrywkach samodzielnie.
Swoje mecze domowe SCM Zalău rozgrywa w hali sportowej „Gheorghe Tadici” (rum. Sala Sporturilor „Gheorghe Tadici”) w Zalău.

## Historia

### Utworzenie sekcji siatkarskiej SCM Zalău
Historia siatkówki w Zalău na najwyższym poziomie sięga 1983 roku. Wówczas, po rozwiązaniu sekcji siatkarskiej w klubie Silvania Șimleu Silvaniei, powstał zespół Elcond Zalău, występujący pod tą nazwą do 2003 roku. Następnie, w latach 2003–2013, drużyna funkcjonowała jako Remat Zalău, a w latach 2013–2020 jako Volei Municipal Zalău. Klub ten siedmiokrotnie zdobył mistrzostwo Rumunii. Po sezonie 2019/2020, ze względu na problemy finansowe, został zawieszony przez Rumuński Związek Piłki Siatkowej (rum. Federației Române de Volei, FRV), a w konsekwencji zaprzestał działalności.
W czerwcu 2020 roku powstała sekcja siatkarska w ramach klubu SCM Zalău, założonego w czerwcu 2019 roku. Nowo utworzony zespół nie mógł samodzielnie ubiegać się o udział w najwyższej klasie rozgrywkowej – Divizii A1 – ponieważ w poprzednim sezonie nie uczestniczył w Divizii A2, a FRV wystosował zaproszenia do dołączenia do najwyższej ligi wyłącznie do drużyn z drugiego szczebla. Z tego względu SCM Zalău nawiązał współpracę z CSS CNE LAPI Dej – szkolnym klubem sportowym działającym przy Centrul Național de Excelență i Liceum Ogólnokształcącym im. Alexandru Papiu Ilariana (rum. Liceul Teoretic „Alexandru Papiu Ilarian”). FRV wyraził zgodę, aby zespół pod nazwą CSS CNE LAPI Dej–SCM Zalău dołączył do rumuńskiej ekstraklasy.

### Debiut w Divizii A1 i pierwsze sukcesy
CSS CNE LAPI Dej–SCM Zalău zadebiutował w Divizii A1 5 listopada 2020 roku meczem przeciwko Arcadzie Galați, obrońcy mistrzowskiego tytułu. Spotkanie zakończyło się zwycięstwem zespołu z Zalău w czterech setach. W swoim pierwszym sezonie drużyna została wicemistrzem Rumunii, ustępując jedynie Arcadzie Galați.
W sezonie 2021/2022 CSS CNE LAPI Dej–SCM Zalău po raz pierwszy wystąpił w europejskich pucharach. W 1/16 finału Pucharu CEV przegrał dwumecz z włoską drużyną PerkinElmer Leo Shoes Modena. W rozgrywkach ligowych zajął 6. miejsce. W tym sezonie awans do najwyższej klasy rozgrywkowej wywalczył inny klub z Zalău – ACS Volei Club Zalău 2015. We wrześniu 2022 roku ogłoszono jego fuzję z SCM Zalău. W wyniku połączenia SCM Zalău przejął licencję na grę w Divizii A1 i zakończył współpracę z CSS CNE LAPI Dej.
SCM Zalău sezon 2022/2023 zakończył na 6. miejscu w Divizii A, natomiast sezon 2023/2024 – na 5. miejscu. W sezonie 2024/2025 w rumuńskiej ekstraklasie zajął 4. miejsce, przegrywając rywalizację o brązowy medal z SCMU Craiova. Dotarł również do finału krajowego pucharu, w którym poniósł porażkę z Coroną Brașov.
SCM Zalău prowadził także drugi zespół, złożony z zawodników młodzieżowych, który w sezonach 2020/2021–2023/2024 występował w Divizii A2.

## Osiągnięcia
- Mistrzostwa Rumunii
  -  2. miejsce (1x): 2021
- Puchar Rumunii
  -  2. miejsce (1x): 2025

## Bilans sezonów
| Sezon                             | Rozgrywki ligowe | Rozgrywki ligowe | Puchar      |
| Sezon                             | Poziom           | Miejsce          | Puchar      |
| --------------------------------- | ---------------- | ---------------- | ----------- |
| 2020/2021                         | Divizia A1       | 2/11             | ćwierćfinał |
| 2021/2022                         | Divizia A1       | 6/12             | półfinał    |
| 2022/2023                         | Divizia A1       | 6/12             | ćwierćfinał |
| 2023/2024                         | Divizia A1       | 5/12             | ćwierćfinał |
| 2024/2025                         | Divizia A1       | 4/11             | finał       |
| Poziom rozgrywek: pierwszy poziom |                  |                  |             |

Źródło: 

## Udział w europejskich pucharach
| Sezon     | Rozgrywki        | Osiągnięcie |
| --------- | ---------------- | ----------- |
| 2021/2022 | Puchar CEV       | 1/16 finału |
| 2024/2025 | Puchar Challenge | 1/32 finału |
| 2025/2026 | Puchar Challenge |             |
| Źródło:   |                  |             |

## Trenerzy
| Okres     | Imię i nazwisko  | *      |
| --------- | ---------------- | ------ |
| 2020–2021 | Sorin Pop        | [ 17 ] |
| 2021      | Marius Lazăr     | [ 18 ] |
| 2021–2022 | Horacio Dileo    | [ 19 ] |
| 2022–2023 | Dragan Kobiljski | [ 20 ] |
| 2023–2024 | Rainer Vassiljev | [ 21 ] |
| 2024–2025 | Cristian Imhoff  | [ 22 ] |